# Konaruto (průliv)
Průliv Konaruto (japonsky 小鳴門海峡, Konaruto Kaikjó) je průliv oddělující od sebe japonský ostrov Šikoku a ostrovy Ógedžima a Šimada. Spojuje Tichý oceán s Vnitřním mořem. Jeho délka je 8 km, v nejširším bodě má velikost 500 m a jeho hloubka se pohybuje kolem 5 až 21 m. Název průlivu je odvozený od průlivu Naruto (předpona ko v japonštině vyjadřuje zdrobnělou podstatu věci - název průlivu tedy značí, že má menší význam než průliv Naruto)
Přes průliv se klene most Konaruto.